# Gare de Mineola
La gare de Mineola est une gare ferroviaire des États-Unis, située sur le territoire de Mineola dans l'État du Texas.

## Histoire
La gare a été mise en service en 1906 et reconstruite en 2006.

## Service des voyageurs

### Desserte
- Ligne d'Amtrak : Le Texas Eagle: Los Angeles - Chicago